# Swiftia pallida
Swiftia pallida is een zachte koraalsoort uit de familie Plexauridae. De koraalsoort komt uit het geslacht Swiftia. Swiftia pallida werd in 1970 voor het eerst wetenschappelijk beschreven door Madsen. Ooit werd het beschouwd als een ondersoort van Swiftia rosea.

## Beschrijving
Swiftia pallida heeft meestal een enkele hoofdstam die voortkomt uit een smalle basis en is dun vertakt. De normale hoogte is ongeveer 80 mm, maar kan groeien tot 200 mm. De poliepen zijn meestal afwisselend, maar enigszins onregelmatig, aan weerszijden van de stengel en takken. Elke poliep wordt ondersteund door acht spoelvormige sklerieten, stekelige skeletelementen, die van de stengel of tak naar de basis van de acht tentakels lopen. In het noorden van zijn verspreidingsgebied is deze soort meestal wit of lichtgrijs, maar in de Middellandse Zee kan hij roze of rood zijn. Deze zeewaaier lijkt op bleke variëteiten van de meer algemene Swiftia rosea, maar is minder bossig met minder takken. 
De enige andere bekende Britse zeewaaier is Eunicella verrucosa, die complex vertakt is en meestal zalmroze van kleur is. Echter, witte Eunicella komt in de meeste populaties voor en in de baai van Galway zijn alle individuen vrij dun vertakt en wit van kleur.

## Verspreiding
Swiftia pallida is inheems in de noordoostelijke Atlantische Oceaan, de Middellandse Zee, de Golf van Biskaje, Madeira en Marokko. In het noordelijke deel van dit bereik is het dieptebereik tussen 15 en 60 meter, maar in het zuidelijke deel komt het voor in zeer diep water, mogelijk zo diep als 2.380 meter. Deze zeewaaier komt ook voor in diep water op het continentaal plat voor de Atlantische kust van Noord-Amerika. Het wordt gevonden op rotsen in getijdengebieden die beschut zijn tegen overmatige golfslag. Het komt vaak voor in gebieden waar een laag sediment de rotsen bedekt, of op grote kiezelstenen die op een slibrijke of gebroken schelpbodem liggen.
Deze koraalsoort werd onlangs herontdekt op verschillende plaatsen aan de westkust van Schotland en in de Kenmare rivier, zuidwest Ierland.